# Ігл (Небраска)
Ігл (англ. Eagle) — селище (англ. village) в США, в окрузі Кесс штату Небраска. Населення — 1065 осіб (2020).

## Географія
Ігл розташований за координатами 40°48′58″ пн. ш. 96°25′58″ зх. д. / 40.81611° пн. ш. 96.43278° зх. д. (40.816121, -96.432729).  За даними Бюро перепису населення США в 2010 році селище мало площу 0,89 км², уся площа — суходіл.

## Демографія
Згідно з переписом 2010 року, у селищі мешкали 1024 особи в 384 домогосподарствах у складі 295 родин. Густота населення становила 1146 осіб/км².  Було 418 помешкань (468/км²).
Расовий склад населення:
| - 98,2 % — білих - 0,3 % — азіатів - 0,2 % — чорних або афроамериканців - 0,1 % — корінних американців |

До двох чи більше рас належало 1,1 %. Частка іспаномовних становила 1,9 % від усіх жителів.
За віковим діапазоном населення розподілялося таким чином: 28,6 % — особи молодші 18 років, 63,6 % — особи у віці 18—64 років, 7,8 % — особи у віці 65 років та старші. Медіана віку мешканця становила 32,7 року. На 100 осіб жіночої статі у селищі припадало 110,3 чоловіків;  на 100 жінок у віці від 18 років та старших — 98,6 чоловіків також старших 18 років.
Середній дохід на одне домашнє господарство  становив 60 807 доларів США (медіана — 56 111), а середній дохід на одну сім'ю — 63 112 долари (медіана — 61 500). Медіана доходів становила 46 477 доларів для чоловіків та 32 778 доларів для жінок. За межею бідності перебувало 15,1 % осіб, у тому числі 21,9 % дітей у віці до 18 років та 23,6 % осіб у віці 65 років та старших.
Цивільне працевлаштоване населення становило 538 осіб. Основні галузі зайнятості: освіта, охорона здоров'я та соціальна допомога — 23,8 %, науковці, спеціалісти, менеджери — 15,2 %, фінанси, страхування та нерухомість — 12,5 %, виробництво — 11,7 %.